# Ylva Johansson
Ylva Julia Margareta Johansson (ur. 13 lutego 1964 w Huddinge) – szwedzka nauczycielka i polityk, parlamentarzystka, minister w różnych resortach (1994–1998, 2004–2006, 2014–2019), od 2019 do 2024 członkini Komisji Europejskiej.

## Życiorys
W 1988 ukończyła studia na Uniwersytecie w Lund, uzyskując uprawnienia nauczyciela matematyki i fizyki. W latach 1991–1992 kształciła się w instytucie edukacji w Sztokholmie. W 1988 podjęła pracę w zawodzie nauczycielki. W tym samym roku została po raz pierwszy wybrana do Riksdagu z ramienia Partii Lewicy – Komunistów. W parlamencie zasiadała do 1991, przeszła wkrótce do Szwedzkiej Socjaldemokratycznej Partii Robotniczej, a także powróciła do pracy zawodowej.
W 1994 premier Ingvar Carlsson powierzył jej tekę ministra ds. szkolnictwa. Funkcję tę pełniła również u Görana Perssona do 1998. Zatrudniona następnie w sektorze prywatnym. W 2004 powróciła w skład rządu jako minister ds. dobrobytu oraz opieki medycznej nad osobami starszymi, zajmując to stanowisko do 2006. W tymże roku uzyskała ponownie mandat deputowanej do Riksdagu, który utrzymywała w wyborach w 2010, 2014 i 2018.
Po ostatnich z tych wyborów w utworzonym przez socjaldemokratów i zielonych mniejszościowym rządzie Stefana Löfvena objęła urząd ministra zatrudnienia. Pozostała na tej funkcji także w powołanym w styczniu 2019 drugim gabinecie dotychczasowego premiera.
W sierpniu 2019 ogłoszona szwedzkim kandydatem do Komisji Europejskiej. W związku z tym we wrześniu zakończyła pełnienie funkcji rządowej. W nowo powołanej KE kierowanej przez Ursulę von der Leyen (z kadencją od 1 grudnia 2019) została komisarzem odpowiedzialnym za sprawy wewnętrzne. Urząd ten sprawowała do końca kadencji w 2024.

## Życie prywatne
Zawarła związek małżeński z ekonomistą i politykiem Erikiem Åsbrinkiem; po kilkunastu latach para ogłosiła separację.

## Odznaczenia
- Order „Za zasługi” II klasy (Ukraina, 2022)[8]
- Order „Za Zasługi dla Litwy” III klasy (Litwa, 2023)[9]
- Order Gwiazdy Rumunii III klasy (Rumunia, 2025)[10]